# تپه نامیله (ملایر)
تپه نامیله (ملایر) مربوط به هزاره ۲و۱ قبل از میلاد است و در شهرستان ملایر، روستای نامیله واقع شده و این اثر در تاریخ ۱۲ مهر ۱۳۷۷ با شمارهٔ ثبت ۲۱۳۲ به‌عنوان یکی از آثار ملی ایران به ثبت رسیده است.